# Kanton Marans
Kanton Marans (fr. Canton de Marans) je francouzský kanton v departementu Charente-Maritime v regionu Poitou-Charentes. Skládá se ze 6 obcí.

## Obce kantonu
- Andilly
- Charron
- Longèves
- Marans
- Saint-Ouen-d'Aunis
- Villedoux